# Светла Оцетова
Светла Христова Оцетова е българска състезателка по академично гребане, спортна функционерка и архитектка.

## Биография
Родена е в София на 23 ноември 1950 г. Тренира академично гребане двойка скул. Нейна партньорка е Здравка Йорданова.
Спортната ѝ кариера започва ударно при треньора Николай Здравков. Първият ѝ успех е бронзов медал на световното първенство в Нотингам (1975). Печели златен медал в дисциплината двойка скул на летните олимпийски игри в Монреал.
Световна шампионка е в същата дисциплина на световното първенство в Нова Зеландия (1978). Носителка е на 2 сребърни медала от първенства на планетата – в Амстердам (1977) и в Блед (1979).
Завършва висше образование със специалност „Архитектура“, специализира се в обществени сгради. Проектантка е на гребния канал в Пекин, на който се провеждат състезания по време на олимпиадата през 2008 г. Проектира също гребните канали на олимпиадите в Барселона през 1992 г., Атланта през 1996 г., Сидни през 2000 г. и Атина през 2004 г.
Член е на БОК от 1980 г. и заместник-председател на БОК. Води трудната кампания при кандидатурата на София за домакин на зимните игри през 2014.
От 1979 г. е член на Техническата комисия на Международната федерация по гребане (ФИСА), а от 2003 г. е технически директор на ФИСА.
Председател е на Българската федерация по гребане от (1992 – 1998). Организатор на 13 световни първенства по гребане и на 15 световни купи. След втори мандат напуска поста председател на Българската федерация по гребане през 2012 г.
Наградена (2011) е с орден „Стара планина“ I степен „за изключително големите ѝ заслуги към Република България в областта на физическото възпитание и спорта“